# Denar Princes Polonie
Denar Princes Polonie (denar Bolesława Chrobrego) – jeden z denarów bitych przez mennicę książęcą Bolesława Chrobrego.

## Opis
Jest jedną z najsłynniejszych monet w historii mennictwa polskiego. Zaważył na tym przede wszystkim rysunek ptaka w awersie. Do dziś toczą się spory między zwolennikami tezy przyjmującej, że rysunek przedstawia orła, a jej przeciwnikami, opowiadającymi się za pawiem, gołębiem, kogutem lub jeszcze innym gatunkiem ptaka, przy czym za tą drugą ewentualnością opowiada się liczne grono polskich numizmatyków, historyków i archeologów (m.in. Ryszard Kiersnowski, Zygmunt Zakrzewski, Stanisław Suchodolski). Wobec istniejących do dziś niejasności wokół wymiaru symbolicznego wymienionych zwierząt we wczesnym średniowieczu, spór pozostaje nierozstrzygnięty.
Inskrypcja otokowa tej monety zawiera pierwszy – choć jeszcze w języku łacińskim – zapis nazwy Polski. Legenda to niecodzienna, pomijająca imię władcy, a operująca określeniem „princepsa”, niemającym analogii we współczesnym zasobie tytułów władców Europy Środkowej, powstała pod wpływem denarów z odległego księstwa Benewentu za sprawą przebywającego czasowo w Rzymie Radzima Gaudentego. Przyjmuje się, że okazją do wypuszczenia tej emisji i użycia na niej tytułu rodem z czasów „Imperium Romanum” był zjazd gnieźnieński – stąd datowanie monety na rok 1000 (choć możliwe, że pojawienie się tego tytułu wiąże się wyłącznie z recepcją italskiego wzoru). Denar Princes Polonie był najliczniej bitą monetą Bolesława Chrobrego.
Masa: ok. 1,69 g (1,15–2,22 g), zbarbaryzowane: dwustronne ok. 1,492 g (0,96–2,17 g), jednostronne ok. 0,91 g (0,63–2,15 g).
Średnica: ok. 19,2 mm (18–20 mm), zbarbaryzowane: dwustronne ok. 19,6 mm (18–22 mm), jednostronne ok. 18,8 mm (17–22 mm).

## Stopień rzadkości
Według polskiego numizmatyka Ryszarda Kiersnowskiego liczba zachowanych denarów tego typu w zbiorach numizmatycznych jest dość duża i wynosi w sumie 57 egzemplarzy. Moneta należy do rzadkości w Polsce, gdzie znajduje się jedynie sześć egzemplarzy (2006).
Denar Princes Polonie był najliczniej bitą monetą Chrobrego. Typ ten znany jest w dwóch odmianach: poprawnej z poprawnym rysunkiem i napisem Princes Polonie, jak również w odmianie zbarbaryzowanej (z pomylonymi napisami i podobnym rysunkiem). W odmianie zbarbaryzowanej wyróżnia się monety dwustronne i jednostronne (bite tylko jednym stemplem). Monet dwustronnych i zbarbaryzowanych znanych jest około 30 egzemplarzy i drugie tyle w tej samej odmianie stempla, ale wybitych jednostronnie, awers lub rewers. Monet z poprawnego stempla z niepomylonymi napisami znanych jest około 16–20 sztuk. Reasumując denarów typu Princes Polonie znanych jest obecnie około 80 sztuk, natomiast wszystkich denarów Chrobrego, uwzględniając około 20 znanych typów – około 200 sztuk. Przeważająca większość tych monet znajduje się w muzeach.